# Lac de acumulare

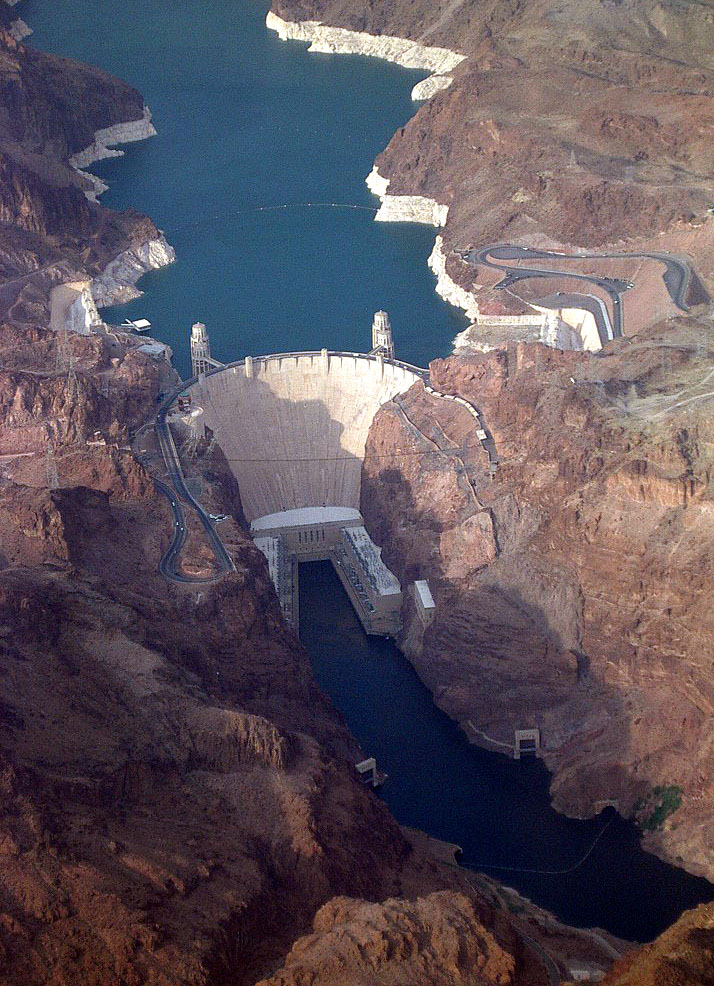
Lacul de acumulare al Barajului Hoover, SUA

Un lac de acumulare este un lac artificial, creat printr-un baraj care reține apa unui curs de apă (râu sau fluviu), situat în amonte de o hidrocentrală în scopul formării unei rezerve de apă necesară producerii energiei, dar și pentru alimentarea cu apă a unor localități și pentru diferite folosințe turistice, precum și pentru regularizarea debitului apei în aval.
Terenul ocupat de un lac de acumulare până la nivelul crestei barajului, unde se cantonează apa, ca urmare a executării lucrărilor de barare a unui curs de apă, unde au loc fenomene specifice legate de proprietățile fizico-chimice și biologice ale apei, de apariția unei flore și faune specifice, poartă denumirea de cuveta lacului.

## Volumul acumulării
Componentele volumului de apă al acumulării sunt următoarele: 
- Volumul util (Vu) este volumul care justifică funcțiunile acumulării pentru satisfacerea folosințelor, limitat de nivelul minim și maxim normal de exploatare. Se poate defini un volum util maxim (teoretic) ca fiind volumul cuprins între nivelul prizei și nivelul crestei deversorului sau al stavilei.
- Rezerva de fier sau 'volumul de rezervă (Vr) este volumul care urmează a fi folosit numai în condiții excepționale. Acest volum este cuprins între nivelul prizei și nivelul minim de exploatare.
- Volumul mort (Vm) este volumul situat sub nivelul captării și este compus din volumul neevacuabil situat sub golirea de fund și volumul evacuabil situat între golirea de fund și priză.
- Volumul de protecție (Vp) este volumul corespunzător pentru atenuarea viiturilor, situat deasupra nivelului maxim normal de retenție. Acesta este volumul cuprins între nivelul maxim de exploatare normală și nivelul maxim extraordinar (de calcul), fiind tranșa din lac rezervată gospodăririi apelor mari în scopul atenuării undelor de viitură. Este alcătuit din volumul nepermanent peste creasta deversorului sau a stavilei și de sub creasta acestora și nivelul maxim normal.
- Volumul de gardă sau volumul de siguranță (Vg) este volumul cuprins între nivelul maxim extraordinar și nivelul coronamentului barajului.
- Volumul permanent sau volumul brut este acel volum cuprins între nivelul minim al cuvetei și nivelul maxim normal.
- Volumul total al acumulării (Vt) este volumul cuprins între nivelul minim al cuvetei și nivelul crestei barajului.

## Colmatarea
Toate lacurile de acumulare create pe cursurile de apă sunt supuse, inevitabil, efectului colmatării. Prin construcția barajului se obține creșterea nivelului de apă, regimul de curgere modificându-se, astfel că transportul aluviunilor, târâte sau în suspensie, se oprește începând de la coada lacului către baraj, conducând la colmatarea lacului sau chiar la crearea de zone deltaice (înmlăștiniri). Decolmatarea acumulărilor de apă este foarte costisitoare, dar lipsa unor măsuri în vederea măririi duratei lor de funcționare conduce, în final, la scoaterea acestora din folosință. De exemplu, în lacul de acumulare Pucioasa s-au depus 7 milioane de metri cubi de sedimente de la momentul inaugurării, astfel că de la 9 milioane de metri cubi de apă, în anul 1975, lacul a ajuns la 2 milioane metri cubi de apă, în prezent.